# Jonas Gripzell
Jonas Gripzell, död 1723, var en svensk borgmästare och riksdagsman.

## Biografi
Jonas Gripzell arbetade som borgmästare i Södertälje stad och var riksdagsledamot för borgarståndet i Södertälje vid riksdagen 1719. Han avled 1723 och begravdes 30 september samma år.